# Talayot de Torelló
Le talayot de Torelló est situé dans la commune de Port Mahon sur l'île de Minorque dans l'archipel des Baléares en Espagne. Le talayot de Torelló est le vestige le plus spectaculaire d'un ancien village de la culture talayotique qui a été en grande partie détruit au cours des XIXe et XXe siècles.

## Historique
En 1896, l'archéologue F. Hernández Sanz décrit le site comme d'« immenses tas de vestiges monumentaux ». Au cours du XIXe siècle, une grande partie du site avait déjà disparu. Le site a été déclaré bien d'intérêt culturel en 1931 (référence d'enregistrement RI-51-0003590), ce qui n'a pas empêché qu'une grande partie du site soit encore détruite dans les années 1950-1960 par les travaux agricoles et l'extension de l'aéroport de Port Mahon. 
Les premières fouilles archéologiques du site ont été réalisées par Maria Lluïsa Serra en 1958 sur la maison post-talayotique de Torelló d'en Sintes. En 1981-1982, LLuis Plantalamor a dirigé la fouille de la partie supérieure du grand talayot et la restauration et la consolidation de la maison post-talayotique.

## Les talayots
Le grand talayot est l'un des plus importants monuments de ce type sur l'île de Minorque. De forme tronconique, il mesure 22 m de diamètre à la base. Il a été édifié avec des pierres d'une taille relativement réduite en comparaison de celles utilisées pour la construction des autres talayots. Son trait le plus caractéristique est constitué par l'existence d'une porte surmontée d'un linteau visible au sommet du monument semblant déboucher sur le vide. Les fouilles archéologiques menées en 1981-1982 ont permis de mettre au jour, sur la plate-forme supérieure, une pièce de forme circulaire avec un couloir qui communiquait avec la porte attenante. La pièce, couverte de grandes dalles, a été détruite lors des travaux destinés à installer une borne géodésique au sommet du talayot. A l'origine, le toit de la pièce devait être soutenu par de grands piliers polylithiques, dont les vestiges ont été retrouvés en retirant des aménagements réalisés lors de l'installation de la borne. Cette pièce ayant été construite à l'époque romaine, on ne connaît donc pas la nature de l'aménagement qui existait précédemment à l'époque talayotique. Selon Lluís Plantalamor, le matériel archéologique recueilli lors des fouilles (lampes à huile) suggère que la partie supérieure du talayot a dû être réutilisée en tant que sanctuaire religieux à l'époque romaine impériale. En examinant d'anciennes photographies du début du XXe siècle, on peut constater qu'il existait alors un autre bâtiment accolé à la partie sud du talayot, semblable à celui qui a été fouillé à Cornia Nou.
Un second talayot, beaucoup plus petit, et très abîmé, est visible en direction sud-ouest. Il conserve une porte avec des piliers polylithiques surmontés d'un linteau. L'espace compris entre les deux talayots, d'un niveau plus élevé que le sol environnant, n'a pas été fouillé, il pourrait avoir conservé d'autres vestiges.

## Le village

### Système de collecte des eaux
Au sud-ouest du grand talayot, on a découvert un système de collecte des eaux de pluie composé de canaux et de deux citernes creusés dans la roche. La fouille des citernes a permis d'y recueillir un matériel céramique correspondant à diverses périodes historiques.

### Maison post-talayotique
Un habitat du type cercle, caractéristique de la période post-talayotique, situé à environ 110 m à l'est du grand talayot a été fouillé par l'archéologue Maria Lluïsa Serra Belabre en 1958. Plusieurs autres complexes d'habitat de ce type devaient à l'origine exister dans le village. Il comporte un plan en forme d'abside et une façade droite. Il a été construit avec des murs à double paroi. Le côté sud-est est en grande partie détruit. Le reste de la maison comporte une cour centrale avec des pièces disposées autour de celle-ci et une seconde cour dans l'angle nord-est. Lors de cette fouille, un trésor constitué de 384 pièces de monnaie romaines de la période républicaine a été découvert caché sous un fragment d'amphore.

## Découvertes archéologiques à proximité
À la fin du XIXe siècle, une figurine en bronze (hauteur 19 cm) représentant un guerrier coiffé d'un casque avec une attitude menaçante a été découverte près des talayots sur le site. Elle est conservée dans la collection Pons i Soler.
Des fondations de maisons et divers hypogées ont été localisées à Torelló Velló Vell. À Torellonet Nou, dans un champ connu sous le nom de es Passatge, une tombe recouverte d'une dalle a découverte par hasard en 1971. À proximité de cette tombe, il existe une carrière de grès comportant des vestiges de 9 à 10 autres tombes. Sur le site de Torelló de la Viuda, on a trouvé en 1833 une figure en bronze représentant un sanglier ailé (6 cm de haut), qui faisait probablement partie d'un casque d'origine étrusque.
Le site voisin de Torelló de sa Costa (grotte de ses Rates Pinyades) abrite des peintures rupestres.